# Lien social (psychanalyse)
Pour les articles homonymes, voir Lien social.
 (décembre 2012).
Si vous disposez d'ouvrages ou d'articles de référence ou si vous connaissez des sites web de qualité traitant du thème abordé ici, merci de compléter l'article en donnant les références utiles à sa vérifiabilité et en les liant à la section « Notes et références ».
 (octobre 2017).
- Si vous ne connaissez pas le sujet, laissez ce bandeau (vous pouvez alors contacter les auteurs).
- Si vous supprimez le contenu mis en cause (vous pouvez préalablement contacter les auteurs),

argumentez précisément cette suppression dans la page de discussion
(un manque de référence n'est pas un argument ; une recherche réelle de référence doit avoir été effectuée, être formellement documentée).
Pour Jacques Lacan, le lien social se caractérise par la possibilité pour le sujet d'occuper diverses positions dans le discours. Occuper tour à tour la position d'agent du discours de l'hystérique, du discours du maître, du discours de l'universitaire, du discours de l'analyste.
Dans son enseignement, Lacan envisage toutefois que le monde occidental dominé par l'idéologie capitaliste soit pris dans un nouveau discours qu'il nomme discours du capitaliste, subversion du discours du maître.

## Les quatre discours
La chaîne logique que représente la division subjective ($), le signifiant maître (S1), le signifiant savoir (S2), l'objet a peut se disposer sur quatre positions (vérité, agent, autre, produit) et ainsi déterminer la modalité de discours qui caractérise le sujet.

### Le discours du maître
Du fait de sa division subjective (en place de vérité), le maître (l'agent) adresse sa maîtrise à l'autre (dont Hegel remarquait déjà que le propre de l'esclave, c'est de savoir) caractérisé par son savoir. Un manque-à-jouir (objet a) est produit.

### Le discours de l'hystérique
L'hystérique (comme agent du discours de l'hystérique) adresse au maître (en position d'autre) sa division subjective. La vérité, cause de cette division, c'est que l'hystérique est dirigé par l'objet a. L'effet produit sur l'autre sera qu'il retournera à l'hystérique un savoir (S2) nécessairement impropre à satisfaire sa nature désirante et à combler sa division. 

### Le discours de l'analyste
Lorsque Freud reçut d'une patiente hystérique l'ordre de se taire, il entra en position d'agent du discours de l'analyse. Son silence, son manque-à-répondre (objet a) est adressé au sujet en tant qu'il est divisé, qu'il est une énigme pour lui-même. Cela aura pour effet que l'analysant produit des signifiants S1 qu'il renvoie au silence de l'analyste.

### Le discours universitaire
Au nom du maître (S1 en position de vérité du discours universitaire), l'universitaire, le professeur adresse un savoir S2 à l'autre. Cet autre est pris comme un manque, un vide à combler , l'effet étant que ce manque nourrit la nature désirante de l'autre qui retourne au savoir.

## Le discours du capitaliste

### Le sujet en position d'agent: l'individu
Le discours du capitaliste est centré sur la personne. Le consommateur est le moteur, l'agent de ce discours. Il est sans cesse invité à souscrire à l'idéologie dominante dévoilée : le signifiant maître S1 du marché.
La particularité de ce discours est l'ontologie particulière du sujet. Celui-ci est conçu en tant qu'il serait non-divisé (entièrement définissable par un discours scientifique désubjectivisé/désubjectivisant). La lumière est faite sur son désir, qui ne serait que désir de consommation. Les objets qu'il consomme ont pour but de le parfaire, de le compléter. C'est bien la division subjective (que Lacan note $) qui est visée.

### Un sixième discours
Lacan a placé les quatre discours sur le nœud borroméen RSI à leurs intersections. Le DM prend place dans le symbolique chevauché par l'imaginaire. Le DU dans l'imaginaire au bord du symbolique. Le DH entre le réel et le symbolique. Celui de l'Analyste entre le symbolique et le réel. Reste un discours entre l'imaginaire et le réel encore à discuter, qui peut s'intituler le discours spirituel, ou métalogique.(note 2).

## La science

### Discours scientifique
On peut considérer que le discours scientifique trouve son essor avec Galilée, Newton et Descartes, même si la démarche grecque le préfigure. Il s'agit d'une approche du réel par la mathématisation, par la mise en chiffres et en lettres des phénomènes qui nous parviennent de la nature.
D'un point de vue psychanalytique, ce discours se soutient d'une exclusion du sujet désirant, et vise une symbolisation ultime du réel (la grande théorie de l'unification, par exemple).

### Discours de la science
Il existe un discours voisin du discours scientifique, dont les effets sont véritablement ravageants pour le sujet: il s’agit du discours de la science. Cet avatar du discours scientifique se trouve lié au développement des sociétés industrielles, et particulièrement à l’organisation économique capitaliste en Occident. La situation actuelle est que le discours de la science, qui se spécifie de mettre à l’écart toute question subjective, a peu à peu envahi l’ensemble des discours sociaux qui règlent le vivre ensemble des sociétés modernes. Ce n’est pas la science ni les scientifiques qui sont à remettre en cause, mais cette prolifération d’un type de discours qui vise à éliminer dans les relations sociales la part de subjectivité. Il semble que la société organisée par ce discours de la science, que l’on peut résumer des deux adjectifs, capitaliste et marchande, ait gravement déstabilisé les modes de transmission entre humains, que ce soit dans l’ordre de la filiation, de l’éducation ou de l’apprentissage.